# Chotěnice
Chotěnice (německy Chotienitz) je vesnice a část města Heřmanův Městec v okrese Chrudim. Nachází se asi dva kilometry jihovýchodně od Heřmanova Městce. Chotěnice je také název katastrálního území o rozloze 2,31 km². V katastrálním území Chotěnice leží i Radlín.

## Historie
První písemná zmínka o vesnici pochází z roku 1485.